# کونشتانتس (ناحیه)
کونشتانتس (به آلمانی: Landkreis Konstanz) یک ناحیه در آلمان است که در فرایبورگ واقع شده‌است. کونشتانتس  ۲۶۹٬۶۶۰ نفر جمعیت دارد.